# Весёлые музыканты
«Весёлые музыканты» — советский кукольный мультфильм режиссёра Александра Птушко по мотивам сказки «Бременские музыканты» братьев Гримм. Премьера состоялась 16 марта 1938 года.

## Сюжет
Отслужившие свой век осёл, собака, кот и петух совершают побег от жестоких хозяев. Сойдясь на большой дороге, они решают стать бродячими музыкантами. При встрече с разбойниками новоиспечённые друзья хитростью и отвагой обращают их в бегство.

## Роли озвучивают
- Михаил Дагмаров
- Владимир Лепко

## О мультфильме
Возглавив художественно-производственное объединение объёмной мультипликации на киностудии «Мосфильм», [Птушко] поставил объёмные мультфильмы «Сказка о рыбаке и рыбке» (по А. С. Пушкину, 1937), «Весёлые музыканты» (по сказке «Бременские музыканты» братьев Гримм, 1938). — Борис Голдовский. «Куклы. Энциклопедия». Статья об Александре Птушко.
«Весёлые музыканты» стали первой советской экранизацией сказки Братьев Гримм, вышедшей задолго до более известного мультфильма «Бременские музыканты», выпущенного в 1969 году. Сюжет 15-минутного мультфильма Птушко был ближе к сказке, чем у экранизации, вышедшей 30 годами позже. В нём не было ни Трубадура, ни принцессы, появившихся в музыкальном мультфильме Ковалевской. На сайте DTF отметили, что «детям этот мультфильм стоит показывать с осторожностью», так как персонажи выглядят пугающе реалистичными, а некоторые сцены выглядят мрачно.

## Создатели
- Художник декораций: Ю. Швец
- Художник кукол: С. Зонненбург
- Движение кукол: С. Зонненбург, В. Покорская, Ф. Тихонова, Л. Ряшенцева
- Озвучание кукол: М. Догмаров, В. Лепко